# Цура Дмитро Іванович
Дмитро Іванович Цура (псевдо: «Зов», «Михайло», «Монах», «Прокіп», «Х»; 1920, Белвін, Підкарпатське воєводство, Польща — 27 лютого 1953, Волощина, Перемишлянський район, Львівська область) — український військовик, надрайоновий провідник Бібрецького надрайонного проводу ОУН, Лицар Бронзового хреста заслуги УПА.

## Життєпис
Народився у сім'ї селян Івана та Теклі Цурів. Освіта — незакінчена вища: закінчив Перемишльську гімназію, навчався у Львівському медичному інституті (1940-?). Активний діяч товариства «Просвіта», керівник товариства «Луг». Член ОУН із кінця 1930-х рр. На нелегальному становищі із 18.11.1942 р. Чотовий політвиховник, а з 1946 р. працював у тереновій сітці ОУН. Організаційний референт (1946 — кін. 1947), а відтак — керівник (кін. 1947 — 02.1953) Бібрецького надрайонного проводу ОУН. 22.10.1949 р. у лісі біля с. Дев'ятники взяв шлюб із Марією Кучер. Загинув у бою з військами МДБ в оточеному господарстві.

## Нагороди
- Згідно з Наказом Головного військового штабу УПА ч. 1/51 від 25.07.1951 р. керівник Бібрецького надрайонного проводу ОУН Дмитро Цура — «Михайло» нагороджений Бронзовим хрестом заслуги УПА.

## Вшанування пам'яті
- 28.02.1993 р. на місці загибелі відкрито меморіальну таблицю.
- 20.05.2018 р. від імені Координаційної ради з вшанування пам'яті нагороджених Лицарів ОУН і УПА у м. Жидачів Львівської обл. Бронзовий хрест заслуги УПА (№ 053) переданий Омеляну Цурі, брату Дмитра Цури — «Михайла».